# Wir sagen euch an den lieben Advent
Wir sagen euch an den lieben Advent ist ein im 20. Jahrhundert entstandenes Adventslied, das sowohl in der katholischen Kirche (Gotteslob Nr. 223; GLalt 115) als auch in der evangelischen Kirche (Evangelisches Gesangbuch  Nr. 17) bekannt ist. Der Text stammt von der österreichischen Autorin Maria Ferschl (1895–1982), die Melodie von Heinrich Rohr (1902–1997). Die Rechte liegen beim Herder-Verlag in Freiburg.

## Zur Entstehung des Liedes

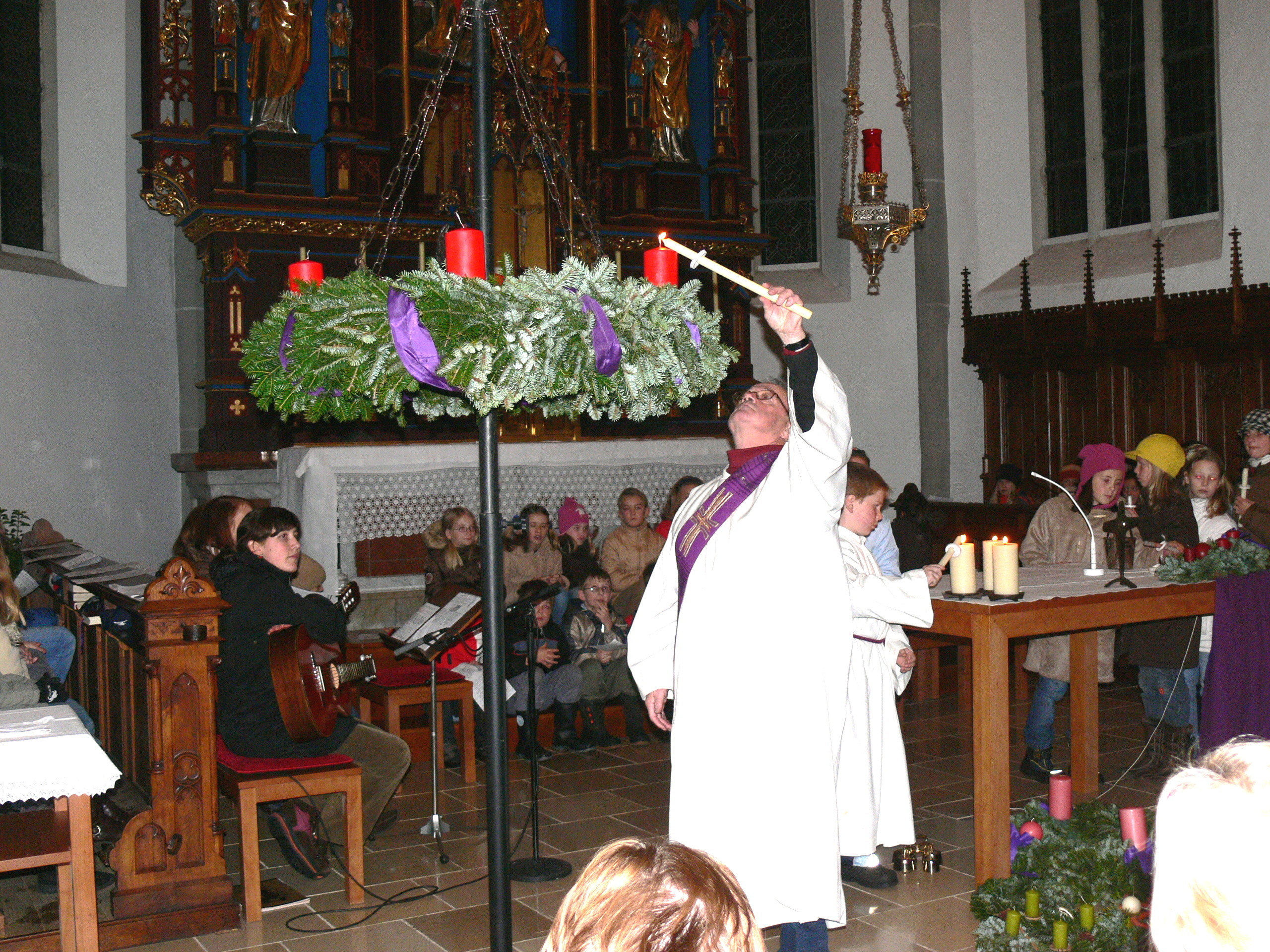
Anzünden einer Kerze an einem Adventskranz

Die frühere österreichische Lehrerin und Mitarbeiterin in der Liturgiereform der katholischen Kirche, Maria Ferschl, verfasste den Text des Liedes 1954 in Riedhausen. Dabei orientierte sich die Dichterin teilweise an der damaligen biblischen Leseordnung der katholischen Kirche für die Sonntage im Advent. Die Melodie wurde im selben Jahr vom Mainzer Kirchenmusikdirektor Heinrich Rohr verfasst. Das Lied wurde in der Heiligen Nacht 1954 in der St.-Michael-Kirche in Riedhausen erstmals gesungen.
Ursprünglich sang eine kleine Schola die Strophen des Liedes, während die Gemeinde in den Kehrvers einstimmte. Außerhalb der Kirche wurde eine Kerze an der anderen angezündet und dabei die entsprechende Strophe gesungen.

## Text, Form und Inhalt
Alle vier Strophen beginnen textgleich und charakterisieren dann den jeweiligen Adventssonntag. Der Kehrvers ist Phil 4,4  entnommen: „Freut euch im Herrn zu jeder Zeit! Noch einmal sage ich: Freut euch! Eure Güte werde allen Menschen bekannt. Der Herr ist nahe.“
Strophe 1 (zum 1. Adventssonntag) bestimmt den Beginn der „heiligen Zeit“ (des Advent), in der es um die Wegbereitung für den kommenden Herrn geht. Hierauf bezieht sich die biblische Stelle aus Mt 3,3 , die einen entsprechenden Aufruf des Propheten Jesaja auf Johannes dem Täufer als Wegbereiter bezieht.
Strophe 2 (zum 2. Adventssonntag) erinnert an eine Stelle aus Röm 15,7 , in der es um die gegenseitige Annahme der Menschen geht – nach dem Vorbild Jesu Christi.
Strophe 3 (zum 3. Adventssonntag) lässt wieder die Stelle aus dem Philipperbrief des Paulus anklingen: Menschliche Güte soll ausstrahlen und als „heller Schein“ die „dunkle Welt“ erleuchten.
Strophe 4 (zum 4. Adventssonntag) erläutert die biblische Aussage nach Jes 60,1 : „Mache dich auf, werde licht; denn dein Licht kommt, und die Herrlichkeit des Herrn geht auf über dir!“

## Weitere Melodie
Eine andere Melodie zu Ferschls Text findet sich in der Advent-Kantate für Kinder von Richard Rudolf Klein, die im Druck 1962, auf Schallplatte 1965 veröffentlicht wurde. Auf diese Melodie wurde das Lied vor der Einführung des EG in der evangelischen Landeskirche in Württemberg gesungen.